# Parafia Chrystusa Miłosiernego w Białej Podlaskiej
Parafia Chrystusa Miłosiernego w Białej Podlaskiej – parafia rzymskokatolicka w Białej Podlaskiej.

## Proboszczowie
- ks. Mieczysław Lipniacki (1982–2004)
- ks. Andrzej Witkowski (2004–2011)
- ks. Jacek Owsianka (2011–2023)
- ks. Adam Kulik (od 2023)

Teren parafii obejmuje część Białej Podlaskiej.

## Kościoły i kaplice
W parafii znajdują się:
- Kościół Chrystusa Miłosiernego w Białej Podlaskiej – (Diecezjalne Sanktuarium Miłosierdzia Bożego w Białej Podlaskiej)
- Kaplica pw. Matki Bożej Nieustającej Pomocy w Czosnówce